# Adamo Francesco Carlo di Schwarzenberg
Adamo II Francesco Carlo di Schwarzenberg, III principe di Schwarzenberg (Linz, 25 settembre 1680 – Brandeis an der Elbe, 11 giugno 1732), è stato un nobile, militare e feldmaresciallo austriaco.

## Biografia

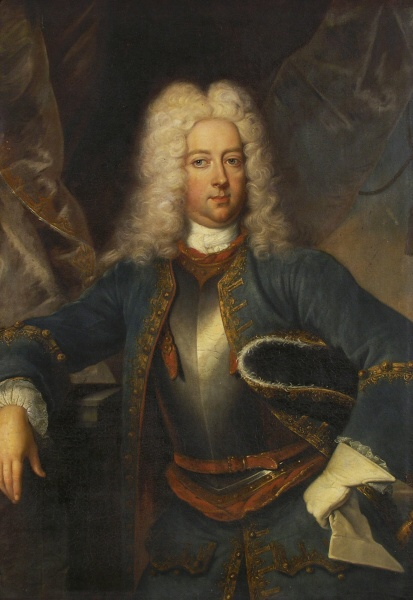
Il principe Adamo di Schwarzenberg in un ritratto d'epoca

Nato a Linz, in Austria, nel 1680, Adamo era il figlio primogenito del principe Ferdinando Guglielmo Eusebio di Schwarzenberg, (23 maggio 1652 - 22 ottobre 1703) e di sua moglie, la contessa Maria Anna di Sulz (24 ottobre 1653 - 18 luglio 1698).
Divenne principe di Schwarzenberg alla morte del padre e nel 1715 si trasferì a Vienna, centro del nuovo potere e della sua nuova influenza politica, acquistando dagli eredi del conte von Mansfield un palazzo signorile in costruzione che egli stesso fece completare e che divenne noto col nome di Palazzo Schwarzenberg.
Nel 1719, alla morte di sua zia Maria Ernestina di Schwarzenberg (vedova del principe Giovanni Cristiano I di Eggenberg), ne divenne l'erede universale sulle proprietà della famiglia Eggenberg in Boemia, tra cui figurava il ducato di Krumlov (Krumau in tedesco). Il Reichstag imperiale ad ogni modo gli riconobbe la successione del titolo il 28 settembre 1723 divenne duca di Krumau. Dall'Imperatore Carlo VI ottenne numerosi incarichi alla corte imperiale, venendo ricompensato tra le altre onorificenze quella dell'Ordine del Toson d'oro.
Dal 1711 al 1722 fu gran maresciallo del palazzo imperiale e dal 1722 alla sua morte nel 1732 ricoprì l'incarico di grande scudiero dell'imperatore. Proprio con quest'ultimo incarico aveva il compito di seguire l'imperatore nelle sue cacce con la corte ed il privilegio di porgergli le armi con cui cacciare e fu proprio nel corso di uno di questi eventi che perse la vita tragicamente: nel corso di una caccia al cervo, infatti, l'imperatore Carlo VI colpì accidentalmente il principe il quale si trovò a passare proprio davanti alla linea di tiro dell'imperatore quando questo stava sparando ad un cervo. La salma, riportata a Vienna, venne sepolta nella chiesa degli Agostiniani della città.

## Matrimonio e figli
Adamo Francesco Carlo di Schwarzenberg sposò Eleonora di Lobkowicz (20 giugno 1682 - 5 maggio 1741 a Vienna) dalla quale ebbe i seguenti figli:
- Maria Anna di Schwarzenberg (25 dicembre 1706 - 12 gennaio 1755) il 18 marzo 1721 (per procura il 18 aprile 1721) sposò il Margravio Luigi Giorgio di Baden-Baden (7 giugno 1702 - 22 ottobre 1761)
- Giuseppe I di Schwarzenberg (15 dicembre 1722 - 17 febbraio 1782), il 22 agosto 1741 a Mariaschein bei Teplitz sposò Maria Teresa del Liechtenstein (28 dicembre 1721 - 19 gennaio 1753)

## Albero genealogico
|                                                                             |                                           |                                                                      | Genitori                                           |  |  | Nonni |  |  | Bisnonni                                          |  |  | Trisnonni                                         |  |
|                                                                             |                                           |                                                                      |                                                    |  |  |       |  |  | Adamo di Schwarzenberg, II conte di Schwarzenberg |  |  | Adolfo di Schwarzenberg, I conte di Schwarzenberg |  |
|                                                                             |                                           |                                                                      |                                                    |  |  |       |  |  | Adamo di Schwarzenberg, II conte di Schwarzenberg |  |  | Adolfo di Schwarzenberg, I conte di Schwarzenberg |  |
|                                                                             |                                           | Margareth Elisabeth Wolf von Metternich                              |                                                    |  |  |       |  |  | Adamo di Schwarzenberg, II conte di Schwarzenberg |  |  |                                                   |  |
| Giovanni Adolfo I di Schwarzenberg, I principe di Schwarzenberg             |                                           |                                                                      |                                                    |  |  |       |  |  | Adamo di Schwarzenberg, II conte di Schwarzenberg |  |  |                                                   |  |
|                                                                             |                                           | Margaret Hartrad von Pallant zu Larochette und Möstroff              | …                                                  |  |  |       |  |  |                                                   |  |  |                                                   |  |
|                                                                             |                                           | Margaret Hartrad von Pallant zu Larochette und Möstroff              | …                                                  |  |  |       |  |  |                                                   |  |  |                                                   |  |
|                                                                             |                                           | Margaret Hartrad von Pallant zu Larochette und Möstroff              | …                                                  |  |  |       |  |  |                                                   |  |  |                                                   |  |
| Ferdinando Guglielmo Eusebio di Schwarzenberg, II principe di Schwarzenberg |                                           | Margaret Hartrad von Pallant zu Larochette und Möstroff              |                                                    |  |  |       |  |  |                                                   |  |  |                                                   |  |
|                                                                             |                                           | Ludwig von Starhemberg                                               | Rüdiger IX von Starhemberg, signore di Starhemberg |  |  |       |  |  |                                                   |  |  |                                                   |  |
|                                                                             |                                           | Ludwig von Starhemberg                                               | Rüdiger IX von Starhemberg, signore di Starhemberg |  |  |       |  |  |                                                   |  |  |                                                   |  |
|                                                                             |                                           | Ludwig von Starhemberg                                               | Helene Zäckl von Friedau                           |  |  |       |  |  |                                                   |  |  |                                                   |  |
| Maria Justina von Starhemberg                                               |                                           | Ludwig von Starhemberg                                               |                                                    |  |  |       |  |  |                                                   |  |  |                                                   |  |
|                                                                             |                                           | Barbara von Herberstein                                              | …                                                  |  |  |       |  |  |                                                   |  |  |                                                   |  |
|                                                                             |                                           | Barbara von Herberstein                                              | …                                                  |  |  |       |  |  |                                                   |  |  |                                                   |  |
|                                                                             |                                           | Barbara von Herberstein                                              | …                                                  |  |  |       |  |  |                                                   |  |  |                                                   |  |
| Adamo Francesco Carlo di Schwarzenberg, III principe di Schwarzenberg       |                                           | Barbara von Herberstein                                              |                                                    |  |  |       |  |  |                                                   |  |  |                                                   |  |
|                                                                             | Karl Ludwig Ernst von Sulz, conte di Sulz | Karl Ludwig von Sulz, conte di Sulz                                  |                                                    |  |  |       |  |  |                                                   |  |  |                                                   |  |
|                                                                             | Karl Ludwig Ernst von Sulz, conte di Sulz | Karl Ludwig von Sulz, conte di Sulz                                  |                                                    |  |  |       |  |  |                                                   |  |  |                                                   |  |
|                                                                             | Karl Ludwig Ernst von Sulz, conte di Sulz | Dorothea Katharina von Sayn                                          |                                                    |  |  |       |  |  |                                                   |  |  |                                                   |  |
| Johann Ludwig von Sulz, conte di Sulz                                       | Karl Ludwig Ernst von Sulz, conte di Sulz |                                                                      |                                                    |  |  |       |  |  |                                                   |  |  |                                                   |  |
|                                                                             |                                           | Elisabetta di Hohenzollern-Sigmaringen                               | Carlo II di Hohenzollern-Sigmaringen               |  |  |       |  |  |                                                   |  |  |                                                   |  |
|                                                                             |                                           | Elisabetta di Hohenzollern-Sigmaringen                               | Carlo II di Hohenzollern-Sigmaringen               |  |  |       |  |  |                                                   |  |  |                                                   |  |
|                                                                             |                                           | Elisabetta di Hohenzollern-Sigmaringen                               | Eufrosina di Oettingen-Wallerstein                 |  |  |       |  |  |                                                   |  |  |                                                   |  |
| Maria Anna von Sulz                                                         |                                           | Elisabetta di Hohenzollern-Sigmaringen                               |                                                    |  |  |       |  |  |                                                   |  |  |                                                   |  |
|                                                                             |                                           | Johann Georg von Koenigsegg-Aulendorf, conte di Koenigsegg-Aulendorf | Johann Georg von Koenigsegg, barone di Koenigsegg  |  |  |       |  |  |                                                   |  |  |                                                   |  |
|                                                                             |                                           | Johann Georg von Koenigsegg-Aulendorf, conte di Koenigsegg-Aulendorf | Johann Georg von Koenigsegg, barone di Koenigsegg  |  |  |       |  |  |                                                   |  |  |                                                   |  |
|                                                                             |                                           | Johann Georg von Koenigsegg-Aulendorf, conte di Koenigsegg-Aulendorf | Kunigunde von Waldburg zu Wolfegg und Zeil         |  |  |       |  |  |                                                   |  |  |                                                   |  |
| Maria Elisabeth von Koenigsegg-Aulendorf                                    |                                           | Johann Georg von Koenigsegg-Aulendorf, conte di Koenigsegg-Aulendorf |                                                    |  |  |       |  |  |                                                   |  |  |                                                   |  |
|                                                                             |                                           | Eleonore von Hohenems                                                | Kaspar von Hohenems                                |  |  |       |  |  |                                                   |  |  |                                                   |  |
|                                                                             |                                           | Eleonore von Hohenems                                                | Kaspar von Hohenems                                |  |  |       |  |  |                                                   |  |  |                                                   |  |
|                                                                             |                                           | Eleonore von Hohenems                                                | Eleonore Philippine von Welsperg                   |  |  |       |  |  |                                                   |  |  |                                                   |  |
|                                                                             |                                           | Eleonore von Hohenems                                                |                                                    |  |  |       |  |  |                                                   |  |  |                                                   |  |